# Galeodes uzbecus
Galeodes uzbecus är en spindeldjursart som beskrevs av Roewer 1941. Galeodes uzbecus ingår i släktet Galeodes och familjen Galeodidae. Inga underarter finns listade i Catalogue of Life.